# KmPlot
KmPlot ist eine Software zur Darstellung mathematischer Funktionen.
KmPlot kann verschiedene Funktionen gleichzeitig zeichnen und Funktionsterme kombinieren, um neue Funktionen zu erstellen. KmPlot unterstützt Funktionen mit Parametern und Funktionen in polaren Koordinaten. Verschiedene Gittermodi sind möglich. Ausgaben können mit großer Genauigkeit ausgedruckt werden.

## Entwicklung
Die Entwicklung von KmPlot findet unter der Leitung des KDE-Bildungsprojektes statt. Die Arbeit konzentriert sich dabei auf eine KDE-4-kompatible Version.